# Hongkonger Frauen-Rugby-Union-Nationalmannschaft
Die Hongkonger Frauen-Rugby-Union-Nationalmannschaft (englisch Hong Kong women's national rugby union team) ist die Nationalmannschaft Hongkongs in der Sportart Rugby Union und repräsentiert die Sonderverwaltungszone der Volksrepublik China bei allen Länderspielen (Test Matches) der Frauen. Die organisatorische Verantwortung trägt der Verband Hong Kong Rugby Union (HKRU). Hongkong gilt, zusammen mit Kasachstan, traditionellerweise als eine der stärksten Nationalmannschaften Asiens nach Japan. Traditionell spielt Hongkong in rot-weiß-gestreiften Trikots mit dunkelblauen Farbakzenten, dunkelblauen Hosen und dunkelblauen Socken.
Der Rugby-Union-Sport in Hongkong geht auf die britische Kolonialzeit zurück und ist seitdem stark von der früheren Kolonialmacht beeinflusst worden. Aufgrund der Geschichte Hongkongs als Kronkolonie des Vereinigten Königreiches sind auch heute noch viele Spielerinnen der Mannschaft britischer Herkunft. 1998 bestritt Hongkong sein erstes Test Match gegen Japan. 2016 qualifizierte sich Hongkong erstmals für eine Weltmeisterschaft, kam 2017 jedoch nicht über die Vorrunde hinaus. Seit 2006 nimmt Hongkong an der Asienmeisterschaft teil und gewann bisher einen Titel.

## Organisation
Verantwortlich für die Organisation von Rugby Union in Hongkong ist die Hong Kong Rugby Union (HKRU). Der Verband wurde 1952 gegründet und 1988 Vollmitglied des International Rugby Football Board (IRFB; heute World Rugby). Die HKRU war außerdem im Jahr 1968 Gründungsmitglied der Asian Rugby Football Union (ARFU; heute Asia Rugby).

## Geschichte
Hongkong feierte sein Weltmeisterschaftsdebüt bei der WM 2017. Hongkong nahm an der Asia Pacific Championship 2019 in Fidschi teil. Dort trafen sie im Rundenturnier auf Fidschi und Samoa. Dabei gewannen die Hongkongerinnen gegen die Fidschianerinnen mit 29:10, unterlagen den Samoanerinnen aber mit 12:34. Samoa gewann das Turnier nach einem Sieg über Fidschi mit 15:12.
Aufgrund der Reisebeschränkungen wegen der weltweiten COVID-19-Pandemie zog sich das Team von der Frauen-Rugby-Union-Weltmeisterschaft 2021-Qualifikation in Dubai zurück.
2022 gelangen den Hongkongerinnen zwei Siege über die Kasachinnen; das erste Test Match konnten sie drehen und mit 31:17 gewinnen und im zweiten gelang ein knapper 14:12-Sieg. Damit konnten sie sich auf der World-Rugby-Weltrangliste um vier Plätze auf den 15. Rang verbessern.

## Trikot und Logo

Der chinesische Drache, Emblem der Hongkonger Nationalmannschaft

Hongkong spielt traditionell in rot-weiß-gestreiften Trikots mit dunkelblauen Farbakzenten, dunkelblauen Hosen und dunkelblauen Socken.
Das Logo der Hong Kong Rugby Union zeigt einen stilisierten chinesischen Drachen in blau mit dem Schriftzug HKRU in Englisch sowie 中國香港欖球總會 in Chinesisch.

## Test Matches
Hongkong hat 21 seiner bisher 56 Test Matches gewonnen, was einer Gewinnquote von 37,50 % entspricht. Die Statistik der Test Matches Hongkongs gegen alle Nationen, alphabetisch geordnet, ist wie folgt (Stand: 15. Januar 2025):
| Land        | Spiele | Gewonnen | Unent- schieden | Verloren | % Siege |
| ----------- | ------ | -------- | --------------- | -------- | ------- |
| Fidschi     | 2      | 2        | 0               | 0        | 100,00  |
| Japan       | 17     | 1        | 0               | 16       | 5,88    |
| Kanada      | 1      | 0        | 0               | 1        | 0,00    |
| Kasachstan  | 6      | 2        | 0               | 4        | 33,33   |
| Kirgisistan | 1      | 1        | 0               | 0        | 100,00  |
| Malaysia    | 1      | 1        | 0               | 0        | 100,00  |
| Neuseeland  | 1      | 0        | 0               | 1        | 0,00    |
| Niederlande | 3      | 2        | 0               | 1        | 66,67   |
| Samoa       | 1      | 0        | 0               | 1        | 0,00    |
| Schweden    | 1      | 1        | 0               | 0        | 100,00  |
| Singapur    | 12     | 10       | 1               | 1        | 83,33   |
| Spanien     | 4      | 0        | 0               | 4        | 0,00    |
| Thailand    | 1      | 0        | 0               | 1        | 0,00    |
| Usbekistan  | 1      | 0        | 0               | 1        | 0,00    |
| Wales       | 2      | 0        | 0               | 2        | 0,00    |
| Gesamt      | 56     | 21       | 1               | 34       | 37,50   |

## Erfolge

### Weltmeisterschaften
Hongkong hat sich bisher für eine Weltmeisterschaft qualifiziert. Dabei schied es 2017 ohne Vorrundensieg wieder aus dem Turnier aus.
| Jahr | Resultat           | Spiele             | Siege              | Unent.             | Ndlg.              | +/-                | Punkte             |
| ---- | ------------------ | ------------------ | ------------------ | ------------------ | ------------------ | ------------------ | ------------------ |
| 1991 | nicht eingeladen   | nicht eingeladen   | nicht eingeladen   | nicht eingeladen   | nicht eingeladen   | nicht eingeladen   | nicht eingeladen   |
| 1994 | nicht eingeladen   | nicht eingeladen   | nicht eingeladen   | nicht eingeladen   | nicht eingeladen   | nicht eingeladen   | nicht eingeladen   |
| 1998 | nicht eingeladen   | nicht eingeladen   | nicht eingeladen   | nicht eingeladen   | nicht eingeladen   | nicht eingeladen   | nicht eingeladen   |
| 2002 | nicht qualifiziert | nicht qualifiziert | nicht qualifiziert | nicht qualifiziert | nicht qualifiziert | nicht qualifiziert | nicht qualifiziert |
| 2006 | nicht qualifiziert | nicht qualifiziert | nicht qualifiziert | nicht qualifiziert | nicht qualifiziert | nicht qualifiziert | nicht qualifiziert |
| 2010 | nicht qualifiziert | nicht qualifiziert | nicht qualifiziert | nicht qualifiziert | nicht qualifiziert | nicht qualifiziert | nicht qualifiziert |
| 2014 | nicht qualifiziert | nicht qualifiziert | nicht qualifiziert | nicht qualifiziert | nicht qualifiziert | nicht qualifiziert | nicht qualifiziert |
| 2017 | 12. Platz          | 5                  | 0                  | 0                  | 5                  | 27:333             | 0                  |
| 2021 | nicht teilgenommen | nicht teilgenommen | nicht teilgenommen | nicht teilgenommen | nicht teilgenommen | nicht teilgenommen | nicht teilgenommen |
| 2025 | nicht qualifiziert | nicht qualifiziert | nicht qualifiziert | nicht qualifiziert | nicht qualifiziert | nicht qualifiziert | nicht qualifiziert |
| 2029 | noch ausstehend    | noch ausstehend    | noch ausstehend    | noch ausstehend    | noch ausstehend    | noch ausstehend    | noch ausstehend    |
| 2033 | noch ausstehend    | noch ausstehend    | noch ausstehend    | noch ausstehend    | noch ausstehend    | noch ausstehend    | noch ausstehend    |

### Asienmeisterschaften
Hongkong nimmt seit 2007 an den jährlichen Asienmeisterschaften teil und gewann seitdem ein Turnier.
- Turniersiege (1): 2022

## Spielerinnen

### Aktueller Kader
Die folgenden Spielerinnen bildeten den Kader während der WXV 3 2024:
| Spielerin            | Position         | Verein      | Länderspiele |
| -------------------- | ---------------- | ----------- | ------------ |
| Au King-To           | Gedrängehalb     | Gai Wu      | 07           |
| Jessica Ho           | Gedrängehalb     | USRC Tigers | 18           |
| Wan Tsz-Yau          | Gedrängehalb     | Gai Wu      | 01           |
| Georgia Rivers       | Verbinderin      | Kowloon     | 0            |
| Fung Hoi-Ching       | Verbinderin      | Gai Wu      | 06           |
| Qian Jiayu           | Innendreiviertel | Gai Wu      | 07           |
| Natasha Olson-Thorne | Innendreiviertel | USRC Tigers | 30           |
| Gabriella Rivers     | Innendreiviertel | HKFC        | 03           |
| Lucia Bolton         | Innendreiviertel | HKFC        | 0            |
| Chong Ka-Yan         | Außendreiviertel | USRC Tigers | 17           |
| Zoe Smith            | Außendreiviertel | Valley      | 07           |
| Sabay Lynam          | Außendreiviertel | Kowloon     | 03           |
| Haruka Uematsu       | Außendreiviertel | Valley      | 0            |

| Spielerin          | Position               | Mannschaft  | Länderspiele |
| ------------------ | ---------------------- | ----------- | ------------ |
| Tsang Hoi-Laam     | Haklerin               | Gai Wu      | 04           |
| Tanya Dhar         | Haklerin               | Valley      | 05           |
| Tammy Lau Nga-wun  | Pfeiler                | Gai Wu      | 23           |
| Lee Ka-shun        | Pfeiler                | Gai Wu      | 26           |
| Chloe Baltazar     | Zweite-Reihe-Stürmerin | USRC Tigers | 07           |
| Morena Grierson    | Zweite-Reihe-Stürmerin | Kowloon     | 0            |
| Roshini Turner     | Zweite-Reihe-Stürmerin | HKFC        | 10           |
| Chow Mei-nam       | Zweite-Reihe-Stürmerin | Gai Wu      | 24           |
| Megan Richardson   | Flügelstürmerin        | vereinslos  | 03           |
| Kea Herewini       | Flügelstürmerin        | Valley      | 03           |
| Yuei-Tein Fion Got | Flügelstürmerin        | HKFC        | 06           |
| Leung Choi-See     | Flügelstürmerin        | vereinslos  | 0            |
| Agnes Chan         | Flügelstürmerin        | HKFC        | 10           |
| Micayla Baltazar   | Flügelstürmerin        | USRC Tigers | 05           |
| Pun Wai-yan        | Flügelstürmerin        | Gai Wu      | 16           |
| Shanna Forrest     | Flügelstürmerin        | Kowloon     | 03           |
| Karen So           | Flügelstürmerin        | Valley      | 16           |

### Bekannte Spielerinnen
Bisher wurde noch keine Hongkonger Spielerin in die World Rugby Hall of Fame aufgenommen.